# 16249 Cauchy
16249 Cauchy (2000 HT14) là một tiểu hành tinh vành đai chính được phát hiện ngày 29 tháng 4 năm 2000 bởi P. G. Comba ở Prescott.